# Lgow
Lgow (ros. Льгов) – miasto (szczególnego znaczenia dla rejonu) w Rosji, w obwodzie kurskim. Jest centrum administracyjnym lgowskiego rejonu, w którego skład jednak nie wchodzi stanowiąc samodzielną jednostkę administracyjną (okręg miejski) obwodu.

## Historia
Założone w 1669 r., prawa miejskie od 1779 r.

## Demografia
Populacja miejscowości wynosi około 54 200 w (2005).

## Urodzeni w mieście
- Arkadij Gajdar
- Nikołaj Asiejew